# Giuseppe Viglezzi
Giuseppe Viglezzi (Boffalora, 20 settembre 1778 – Milano, 9 novembre 1851) è stato un archivista italiano, direttore degli archivi generali di Lombardia e fondatore della Scuola di Archivistica, Paleografia e Diplomatica di Milano.

## Biografia
Nato a Boffalora nel 1778, Giuseppe Viglezzi percorse un lungo iter nell'amministrazione francese prima e austriaca poi, rivestendo l'incarico di capo dell'archivio del Ministero delle relazioni estere prima (1803) e dell'Archivio civico e provinciale poi (1814). Fu allievo di Luca Peroni, di cui ne seguì il sistema di ordinamento archivistico. Divenutone il successore quale direttore degli archivi governativi all'indomani della sua morte (dicembre 1832), il Viglezzi dovette aspettare la nomina ufficiale dal viceré Ranieri, che giunse soltanto il 30 maggio del 1835. Persona colta e fedele al governo austriaco, Viglezzi viene ricordato soprattutto per aver istituito, nel 1842, la Scuola di istituzioni diplomatico-paleografiche presso la sede dell'Archivio Diplomatico presso il Palazzo del Broletto, ovvero il nucleo della futura Scuola di Archivistica, Paleografia e Diplomatica, affidandola a Giuseppe Cossa e Luigi Ferrario. Nel 1848 il Viglezzi risulta essere stato insignito della «grande medaglia d'oro del merito civile col nastro» da parte del governo del Lombardo-Veneto.